# جوکو لیندگرن
جوکو لیندگرن (انگلیسی: Jouko Lindgren؛ زادهٔ ۱۵ آوریل ۱۹۵۵) قایقران اهل فنلاند است.